# Laerdal-alagút
A Lærdal-alagút (norvég nyelven: Lærdalstunnelen) egy 24,51 kilométer hosszúságú közúti alagút, amely összeköti Lærdal települést és Aurlandot Sogn og Fjordane megyében Norvégiában. Az alagút Bergentől megközelítőleg 175-200 kilométernyire, északkeletre található. Ez a világ leghosszabb közúti alagútja, amely a Gotthárd-alagutat előzi meg. Az alagútban fut az E16-os út két sávja és egyben ez a Bergen és Oslo közti főútvonal egyik olyan szakasza, ahol nem kanyargós hegyi utakon át vezet az út.
1975-ben a norvég parlament határozott arról, hogy létesíteni kell egy útvonalat Bergen és Oslo közt, amely keresztülvág a Filefjell hegyvidéken.  A Laerdal és Aurland közt közúti alagút építéséről 1992-ben hoztak határozatot. Az építkezés 1995-ben kezdődött és 2000-ben nyitották meg a forgalom előtt. Az alagút építési költségei 1082 millió norvég koronába kerültek. Ez átszámítva (1NOK=37,73 HUF, 2012.10.) 40 823,86 millió forintos összeget jelent. Annak ellenére, hogy Norvégiában számos alagútnál a költségeket útdíjak kirovásával teremtették elő, ezt nem alkalmazták ebben az esetben.

## Tervek
Az alagút megépítéséhez 2,5 millió köbméternyi sziklát kellett eltávolítani az építkezés során. Az alagút az Aurland megyében lévő Aurlandsvangen településtől keletre indul és 5,5 kilométerrel délebbre ér véget a Lærdal közelében lévő Lærdalsøyritől. Mivel a sofőröket mentálisan igencsak megterhelné egy ilyen hosszúságú alagúton való áthaladás, ezért a tervezés során erre is gondoltak, ezért négy részre osztották az alagút hosszát négy pihenőhely kialakításával. amikor az alagútban fehér fény világít, akkor a pihenőhelyek kék és sárga fényekkel vannak megvilágítva, mely olyan hatást kelt, mintha napfény sütne ezeken a helyeken. Ezeken a pihenőhelyeken a sofőrök megállhatnak, pihenhetnek és felfrissülhetnek egy kicsit, mielőtt újra folytatnák az útjukat.

## Biztonság
Az alagútban nem alakítottak ki vészkijáratokat. Tűz, vagy baleset esetén számos biztonsági rendszabály lép életbe. "SOS" feliratú vészhívó telefonok lettek kihelyezve 250 méterenként, melyeken keresztül elérhetőek a tűzoltóság, rendőrség és a mentők központjai. Tűzoltókészülékek találhatóak minden 125. méteren. Bármely esetben, amikor valaki használja az alagútban a biztonsági telefonok egyikét, akkor az alagútban a snu og kjør ut, azaz Stop és Fordulj meg! feliratok jelennek meg a kijelzőkön. Tizenöt olyan fordulóhelyet alakítottak ki, ahol kisebb teherautókkal, illetve buszokkal meg lehet fordulni. Az alagútba behajtó gépjárművekről fényképeket készítenek, melyek továbbításra kerülnek a Bergenben és Lærdalban található központokba. Az alagútban speciális kábeles megoldás segítségével tették lehetővé a mobiltelefonok használatát.

## Levegőminőség
A levegő nagyfokú tisztaságát kétféleképpen biztosítják: ventilálás és öntisztulás segítségével. Nagy teljesítményű ventilátorok gondoskodnak arról, hogy a szennyezett, füsttel teli levegőt kijuttassák a szellőzőnyílásokon keresztül a külvilágba. A Lærdal-alagút a világon az első olyan alagút, melynek levegőjét egy légtisztító erőmű segítségével tisztítják meg. A művelet során az alagútból származó szennyezett levegőből kivonják a nitrogén-dioxidot. Két nagy ventilátor vezeti ki a szennyezett levegőt, amelyeken elektrosztatikus szűrőket helyeztek el, melyek megtisztítják a szabadba távozó levegőt a portól és a koromtól.

## Galéria

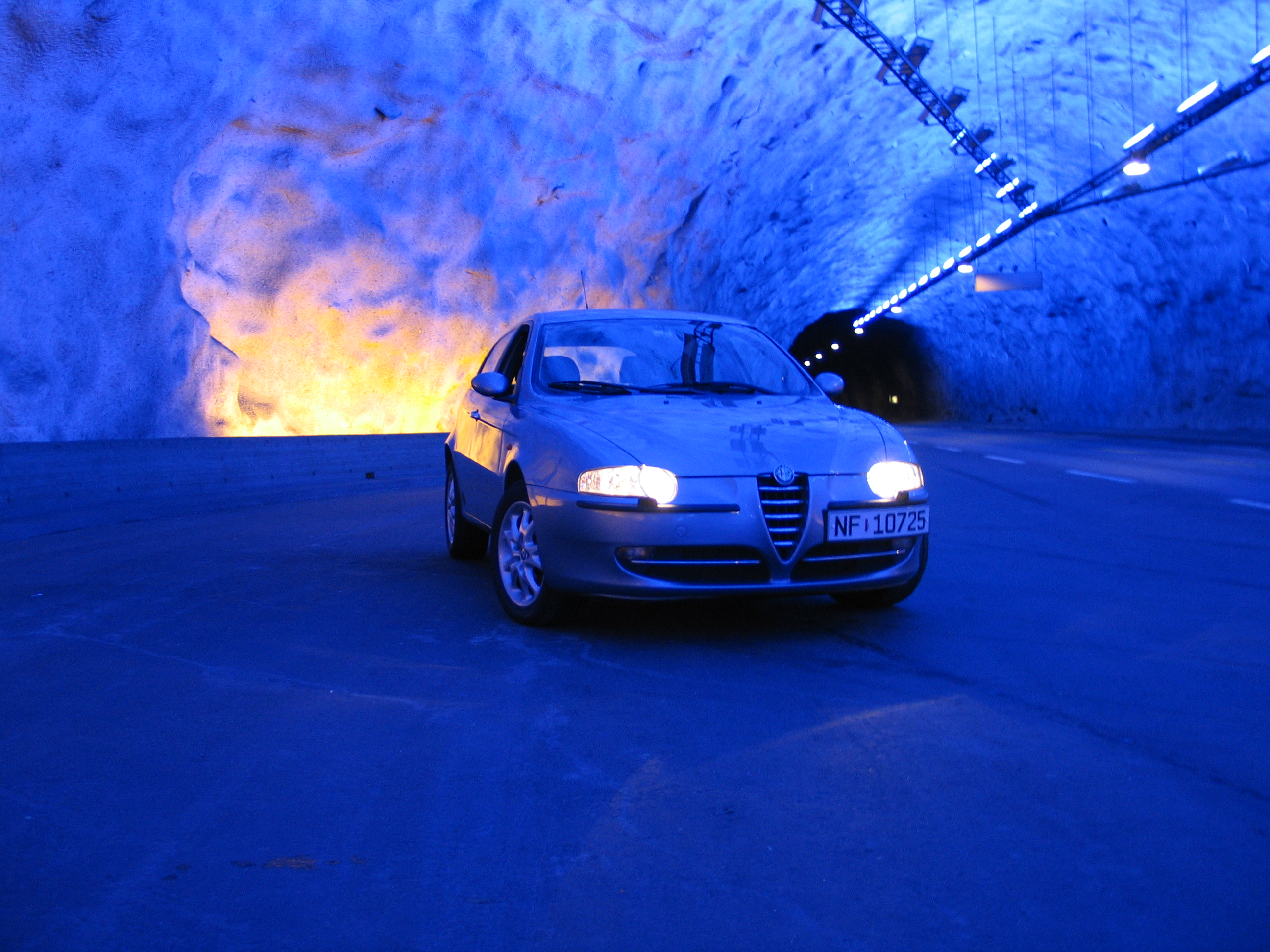
Egy Alfa Romeo 147-es a pihenőhelyen
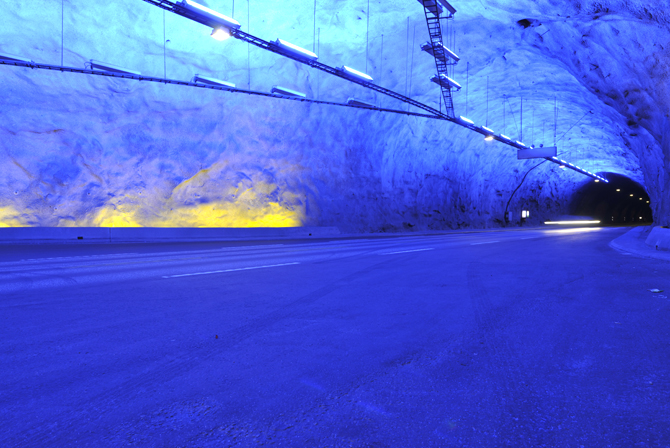
A pihenőhely látképe
Egy másik pihenő
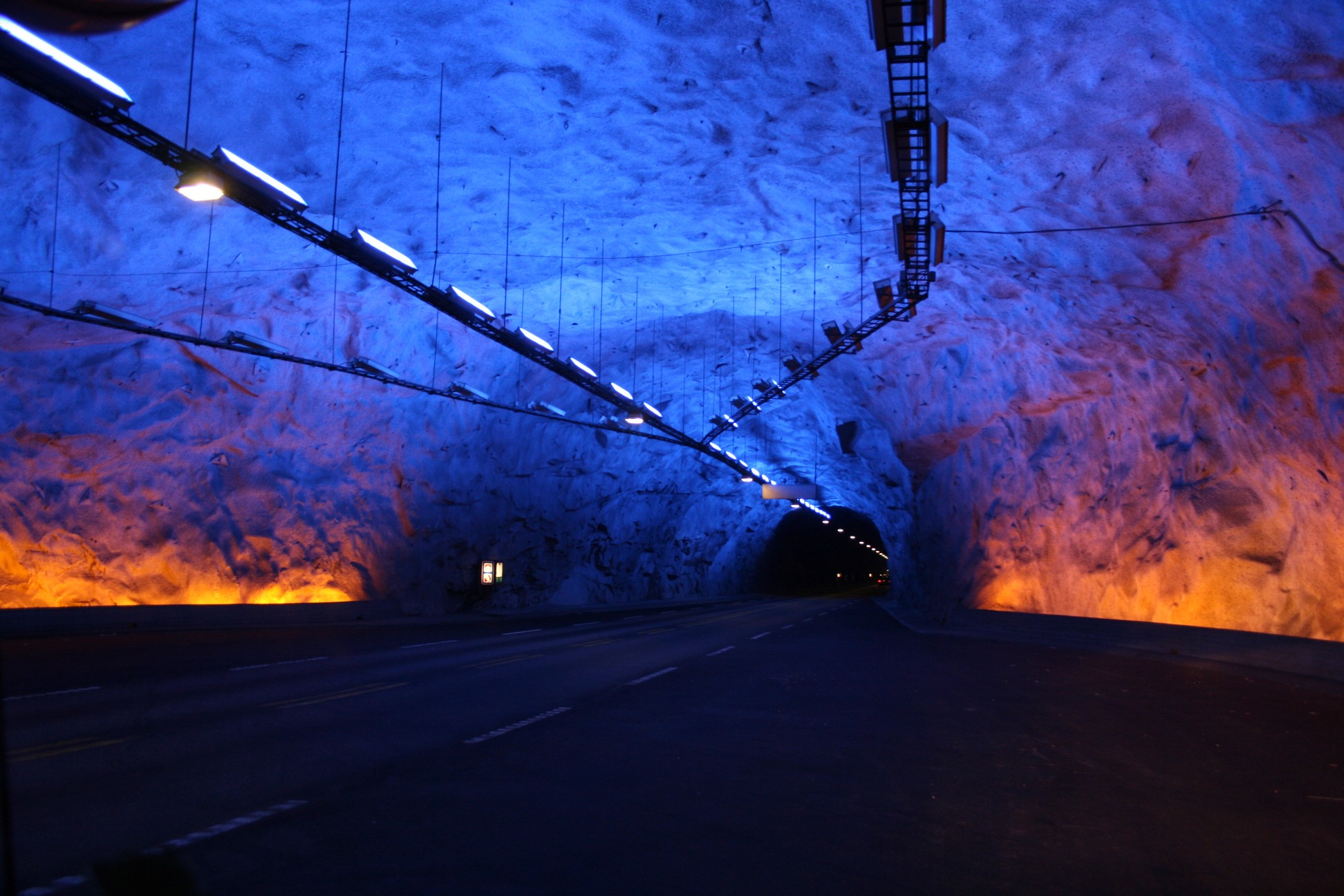
Az alagút kivilágítása kék és sárga fényekkel

## Fordítás
- Ez a szócikk részben vagy egészben  a   Lærdal Tunnel című angol Wikipédia-szócikk ezen változatának fordításán alapul.  Az eredeti cikk szerkesztőit annak laptörténete sorolja fel. Ez a jelzés csupán a megfogalmazás eredetét és a szerzői jogokat jelzi, nem szolgál a cikkben szereplő információk forrásmegjelöléseként.